# Hildutus von Wales

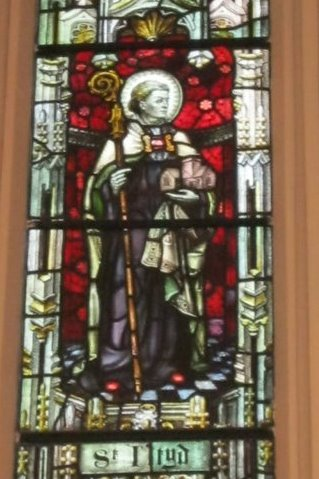
Hildutus von Wales

Hildutus von Wales (auch Illtud, Illtyd oder Eltut, * ca. 480; † ca. 540) lebte im 6. Jahrhundert als Mönch im Kloster von Glamorgan im Süden von Wales. Obwohl es hinsichtlich der Datierungen und anderer historischer Zusammenhänge viele Unstimmigkeiten gibt, gilt Hildutus als Lehrer von Samson von Dol, David von Menevia sowie des hl. Gildas. Sein Gedenktag ist der 6. November.

## Vita
Die ältesten Nachrichten zu Hildutus stammen aus der im 7. oder 8. Jahrhundert verfassten Vita Sancti Sampsonis; der zufolge war er sehr gebildet und Schüler von Bischof Germanus von Auxerre. Er soll sogar über die Gabe verfügt haben, in die Zukunft zu schauen und Vorhersagen zu treffen. Eine Lebensbeschreibung aus der Zeit um 1140 sieht ihn als Sohn eines keltischen Prinzen und Cousin von König Arthur. Entgegen den Plänen seiner Eltern schlug er eine militärische Laufbahn ein und wird deshalb manchmal auch als Illtud the Knight („Illtud der Ritter“) bezeichnet.

## Verehrung und Darstellung
Illtud wird in Wales und in der Bretagne verehrt. Mittelalterliche Darstellungen des Heiligen sind unbekannt; in neuzeitlichen Bildnissen wird er meist als Mönch gezeigt.